# El Tinto
El Tinto (spanisch auch: Tinto del Este) ist eine Ortschaft im Departamento Santa Cruz im Tiefland des südamerikanischen Anden-Staates Bolivien.

## Lage im Nahraum
El Tinto ist eine ländliche Streusiedlung im Kanton Cerro Concepción im Municipio Pailón in der Provinz Chiquitos. Der Kern der Siedlung liegt auf einer Höhe von 270 m in dem landwirtschaftlich intensiv genutzten Gebiet, zehn Kilometer südwestlich des Höhenzuges Loma Piedra Negra San Esteban, der hier bis auf 1500 m ansteigt.

## Geographie
El Tinto liegt in der Region Chiquitania zwischen den Schwemmlandebenen des Río Piraí und des Río Grande im Westen und den Chiquitos-Hügelländern im Osten. Das Klima ist semihumid, die Temperaturen schwanken im Tagesverlauf und im Jahresverlauf nur unwesentlich.
Die Jahresdurchschnittstemperatur liegt bei 24 bis 25 °C, mit monatlichen Durchschnittstemperaturen zwischen knapp 27 °C im Dezember und Januar und unter 21 °C im Juni und Juli (siehe Klimadiagramm Pailón). Der Jahresniederschlag beträgt rund 950 mm, der Trockenzeit von Juli bis September steht eine ausgeprägte Feuchtezeit von November bis Februar gegenüber, in der die Monatswerte bis 140 mm erreichen.

## Verkehrsnetz
El Tinto liegt in einer Entfernung von 190 Straßenkilometern östlich von Santa Cruz, der Hauptstadt des Departamentos.
Von Santa Cruz aus führt die asphaltierte Nationalstraße Ruta 4/Ruta 9 in östlicher Richtung über Cotoca nach Puerto Pailas, überquert den Río Grande und teilt sich 14 Kilometer später in Pailón. Von hier aus führt die Ruta 4 auf 587 Kilometern über Cañada Larga, Tres Cruces, Pozo del Tigre und El Tinto nach San José de Chiquitos und weiter bis Puerto Suárez an der brasilianischen Grenze, die Ruta 9 führt 1175 Kilometer nach Norden bis Guayaramerín.

## Bevölkerung
Die Einwohnerzahl der Ortschaft ist in den vergangenen beiden Jahrzehnten angestiegen, die deutliche Steigerung zwischen 2001 und 2012 geht allerdings auf Eingemeindungen zurück:
| Jahr | Einwohner | Quelle       |
| ---- | --------- | ------------ |
| 1992 | 172       | Volkszählung |
| 2001 | 399       | Volkszählung |
| 2012 | 1313      | Volkszählung |
| 2024 |           | Volkszählung |